# O ljudima i bogovima (2010.)
O ljudima i bogovima (fra. Des hommes et des dieux) je francuski film iz 2010. redatelja Xaviera Beauvoisa.

## Radnja
Sedam trapističkih svećenika živi u samostanu u Tibhirineu u sjevernom Alžiru. Oni žive u miru sa susjedima muslimanima. Svakog dana oni se mole i izvršavaju njihove svakidašnje molitve pokušavajući pomoći loklanom stanovništvu koliko god to umiju. Jednog dana se u blizini samostana pojavljuju islamski teroristi koji prijete samostanu. Svećenici se dvoume da li da ostanu i riskiraju svoje živote ili da napuste samostan. Film je napravljen po istinitim događajima koji su se odigrali 1996. godine. 

## Vanjske poveznice
- O ljudima i bogovima u internetskoj bazi filmova IMDb-a